# Lista de telenovelas da Venevisión
Segue-se abaixo a lista de telenovela e séries de televisão produzidas, distribuídas e transmitidas pela Venevisión. Contando com a última produção de Mónica Montañés, Para verte mejor. Entre 1961 a 2017, a Venevisión produziu, co-produziu ou veiculou um total de 267 novelas e séries. Em 2018, o canal de televisão anunciou que não produzirá telenovelas e séries por tempo indeterminado, devido à crise econômica na Venezuela, fechando um ciclo ininterrupto de teledramaturgia de mais de 60 anos.
Muitas telenovelas da emissora foram transmitidas no Brasil, algumas pela Record TV, como é o caso de Samantha, La revancha e Por amar-te tanto e outras pela Band, como Cara Sucia e Morena Clara. Em Portugal também foram exibidas na SIC, como Mulher Proibida e Por Amarte Tanto, e na TVI, como O Preço da Paixão, Lágrimas de Mulher, Mulher Perigosa, Caprichos, entre outros.

## Telenovelas e séries por ordem de exibição

### Década de 1960
| #  | Ano  | Produção                | Autoria                 | Direção          |
| -- | ---- | ----------------------- | ----------------------- | ---------------- |
| 1  | 1961 | La cruz del diablo      | -                       | -                |
| 2  | 1961 | El velo pintado         | -                       | -                |
| 3  | 1962 | Celos                   | -                       | -                |
| 4  | 1962 | Sangre indómita         | -                       | -                |
| 5  | 1964 | Pecado capital          | -                       | -                |
| 6  | 1964 | Marianela               | -                       | -                |
| 7  | 1965 | Madres solteras         | Enrique Jámes           | -                |
| 8  | 1965 | Yo, el gobernador       | -                       | -                |
| 9  | 1966 | Dulce María             | -                       | -                |
| 10 | 1966 | Laura                   | -                       | -                |
| 11 | 1966 | Hogueras de pasión      | -                       | -                |
| 12 | 1967 | La señorita Elena       | Delia Fiallo            |                  |
| 13 | 1967 | La muñeca brava         |                         |                  |
| 14 | 1967 | Lucecita                | Delia Fiallo            | Paul Antillano   |
| 15 | 1967 | Doña Bárbara            | Delia Fiallo            | Paul Antillano   |
| 16 | 1967 | La rival                | -                       | -                |
| 17 | 1967 | Sor alegría             | -                       | -                |
| 18 | 1968 | El reportero            | -                       | -                |
| 19 | 1968 | La gata                 | Inés Rodena             | Manuel G. Piñera |
| 20 | 1968 | La virgen de Barlovento | Delia Fiallo            | Juan Lamata      |
| 21 | 1968 | Rosario                 | -                       | -                |
| 22 | 1969 | Abandonada              | -                       | -                |
| 23 | 1969 | Pablo y Alicia          | -                       | -                |
| 24 | 1969 | Pobre Milionaria        | -                       | -                |
| 25 | 1969 | Soledad                 | Alejandro Hurtado Terán | -                |

### Década de 1970
| #  | Ano  | Produção                      | Autoria                       | Direção              |
| -- | ---- | ----------------------------- | ----------------------------- | -------------------- |
| 26 | 1970 | Esmeralda                     | Delia Fiallo                  | Grazzio D'Angelo     |
| 27 | 1970 | Lisa, mi amor                 | -                             | -                    |
| 28 | 1970 | María Merce, la chinita       | Inés Rodena                   | -                    |
| 29 | 1970 | Amada enemiga                 | -                             | -                    |
| 30 | 1971 | Cruz de papel                 | -                             | -                    |
| 31 | 1971 | María Teresa                  | Delia Fiallo                  | Grazzio D´Angelo     |
| 32 | 1971 | Me llamo Julián, te quiero    | -                             | -                    |
| 33 | 1971 | Senda de amor                 | -                             | -                    |
| 34 | 1972 | La mujer prohibida            | Manuel Muñoz Rico Jose Piñera | Jose Antonio Ferrara |
| 35 | 1972 | Lucecita                      | Delia Fiallo                  | Grazzio D'Angelo     |
| 36 | 1973 | La loba                       | Manuel Muñoz Rico Jose Piñera | Jose Antonio Ferrara |
| 37 | 1973 | Peregrina                     | Delia Fiallo                  | Grazzio D' Angelo    |
| 38 | 1973 | Una muchacha llamada Milagros | Delia Fiallo                  | Orangel Delfín       |
| 39 | 1973 | La otra                       | -                             | -                    |
| 40 | 1974 | Isla de brujas                | -                             | -                    |
| 41 | 1974 | Los poseídos                  | -                             | -                    |
| 42 | 1974 | Mamá                          | -                             | -                    |
| 43 | 1975 | La señorita Elena             | Delia Fiallo                  | Grazzio D'Angelo     |
| 44 | 1975 | Mi hermana gemela             | Delia Fiallo                  | Grazzio D'Angelo     |
| 45 | 1975 | Mariana de la noche           | Delia Fiallo                  | Grazzio D'Angelo     |
| 46 | 1976 | Balumba                       | -                             | -                    |
| 47 | 1976 | Cumbres borrascosas           | Delia Fiallo                  | Grazzio D'Angelo     |
| 48 | 1976 | Daniela                       | Enrique Járnes                | José Antonio Ferrara |
| 49 | 1976 | La Zulianita                  | Delia Fiallo                  | Grazzio D'Angelo     |
| 50 | 1977 | Expediente de un amor         | -                             | -                    |
| 51 | 1977 | Laura y Virginia              | Delia Fiallo                  | Grazzio D'Angelo     |
| 52 | 1977 | Rafaela                       | Delia Fiallo                  | Grazzio D'Angelo     |
| 53 | 1978 | Ana María                     | -                             | -                    |
| 54 | 1978 | Indocumentada                 | -                             | -                    |
| 55 | 1978 | María del Mar                 | Delia Fiallo                  | Daniel Fárias        |
| 56 | 1978 | Tres mujeres                  | -                             | -                    |
| 57 | 1979 | Rosángela                     | Jose Gabriel Nuñez            | Grazzio D'Angelo     |
| 58 | 1979 | Emília                        | Delia Fiallo                  | Daniel Fárias        |

### Década de 1980
| #   | Ano  | Produção                        | Autoria             | Direção              |
| --- | ---- | ------------------------------- | ------------------- | -------------------- |
| 59  | 1980 | Buenos días, Isabel             | Delia Fiallo        | Daniel Fárias        |
| 60  | 1980 | El despertar                    | -                   | -                    |
| 61  | 1980 | Mi mejor amiga                  | Delia Fiallo        | Grazzio D'Angelo     |
| 62  | 1981 | Andreína                        | Julio César Marmól  | -                    |
| 63  | 1981 | Dos mujeres                     | -                   | -                    |
| 64  | 1981 | Marías Fernanda                 | Humberto Olivieri   | -                    |
| 65  | 1981 | Querida Alicia                  | Humberto Olivieri   | -                    |
| 66  | 1981 | Ligia Sandoval                  | Delia Fiallo        | Grazzio D'Angelo     |
| 67  | 1981 | Soledad                         | -                   | -                    |
| 68  | 1981 | Sorángel                        | Julio César Mármol  | -                    |
| 69  | 1982 | El retorno de Ana Rosa          | -                   | -                    |
| 70  | 1982 | La bruja                        | Humberto Olivieri   | Daniel Farias        |
| 71  | 1982 | La heredera                     | Delia Fiallo        | Daniel Farias        |
| 72  | 1982 | Ligia Elena                     | César Miguel Rondón | Jose Antonio Ferrara |
| 73  | 1982 | Lo que no se perdona            | -                   | -                    |
| 74  | 1982 | Lo que el amor no perdona       | -                   | -                    |
| 75  | 1982 | Querida mamá                    | Delia Fiallo        | Daniel Farias        |
| 76  | 1982 | La venganza                     | -                   | -                    |
| 77  | 1983 | Frente a la vida                | -                   | -                    |
| 78  | 1983 | Nacho                           | César Miguel Rondón | -                    |
| 79  | 1983 | Virginia                        | Delia Fiallo        | Jose Antonio Ferrara |
| 80  | 1983 | Eternamente Tuya                | -                   | -                    |
| 81  | 1983 | La otra mujer de mi rival       | -                   | -                    |
| 82  | 1983 | Siempre hay un mañana           | -                   | -                    |
| 83  | 1983 | Tres destinos                   | Humberto Oliveiri   | Tabaré Perez         |
| 84  | 1984 | El boxeador                     | -                   | -                    |
| 85  | 1984 | El retrato de un canalla        | Jose Gabriel Nuñez  | -                    |
| 86  | 1984 | Julia                           | Humberto Olivieri   | Daniel Fárias        |
| 87  | 1984 | Virgen de media noche           | -                   | -                    |
| 88  | 1984 | Diana Carolina                  | Enrique Járnes      | Grazzio D'Angelo     |
| 89  | 1985 | Las amazonas                    | César Miguel Rondón | Grazzio D'Angelo     |
| 90  | 1985 | Cantaré para ti                 | -                   | -                    |
| 91  | 1985 | Rosa María, el ángel del barrio | -                   | -                    |
| 92  | 1986 | El sol sale para todos          | César Miguel Rondón | César Miguel Rondón  |
| 93  | 1986 | Esa muchacha de ojos café       | Fausto Verdial      | -                    |
| 94  | 1986 | Los Donatti                     | José Simon Escalona | José Simón Escalona  |
| 95  | 1986 | Enamorada                       | Maryan Escalona     | Renato Gutíerrez     |
| 96  | 1986 | Su otro amor                    | -                   | -                    |
| 97  | 1986 | María Jose, oficios de hogar    | -                   | -                    |
| 98  | 1987 | Inmensamente tuya               | -                   | -                    |
| 99  | 1987 | Mi nombre es amor               | José Simón Escalona | Reinaldo Lancaster   |
| 100 | 1987 | ... Y a la luna también         | César Miguel Rondón | Jose Antonio Ferrera |
| 101 | 1987 | Sueño contigo                   | Pilar Romero        | Reinaldo Lancaster   |
| 102 | 1988 | Amor de Abril                   | Egdar Mejía         | Carlos Suárez        |
| 103 | 1988 | Alba Marina                     | Mariela Romero      | Renato Gutíerrez     |
| 104 | 1988 | Niña Bonita                     | César Miguel Rodón  | Reinaldo Lancaster   |
| 105 | 1988 | La encantada                    | -                   | -                    |
| 106 | 1989 | La revancha                     | Mariela Romero      | Reinaldo Lancaster   |
| 107 | 1989 | Fabiola                         | Delia Fiallo        | Édgar Liendo         |
| 108 | 1989 | La sombra de Piera              | -                   | -                    |
| 109 | 1989 | Maribel                         | Delia Fiallo        | Arquímedes Rivero    |
| 110 | 1989 | Paraíso                         | Vivel Nouel         | Marcos Reyes Andrade |
| 111 | 1989 | María María                     | Humberto Olivieri   | César Bolívar        |

### Década de 1990
| #   | Ano  | Produção                      | Autoria                         | Direção                           |
| --- | ---- | ----------------------------- | ------------------------------- | --------------------------------- |
| 112 | 1990 | Muñeca                        | -                               | -                                 |
| 113 | 1990 | Emperatriz                    | José Ignacio Crabujas           | César Bolívar                     |
| 114 | 1990 | Pasionaria                    | Vivel Nouel                     | Grazzio D'Angelo                  |
| 115 | 1990 | Adorable Mónica               | Irene Colcaño                   | Carlos Izquierdo                  |
| 116 | 1990 | Inés Duarte, secretaria       | Delia Fiallo                    | Alicia Barríos                    |
| 117 | 1991 | Mundo de fieras               | Ligia Lezama                    | Gabriel Walfenzao                 |
| 118 | 1991 | La mujer prohibida            | Manuel Muñoz Rico Alberto Gómez | Gabriel Walfenzao                 |
| 119 | 1991 | La traidora                   | Humberto Olivieri               | Humberto Morales                  |
| 120 | 1991 | Bellísima                     | Daniel Álvarez                  | Alicia Barríos                    |
| 121 | 1992 | Amor sin fronteras            | José Manuel Palaéz              | Ibrahim Guerra                    |
| 122 | 1992 | La loba herida                | José Simón Escalona             | Tito Rojas                        |
| 123 | 1992 | Cara sucia                    | Carlos Romero Alberto Gómez     | Gabriel Walfenzao                 |
| 124 | 1992 | Las dos Dianas                | José Ignacio Crabujas           | Luis Alberto Lamata               |
| 125 | 1992 | Macarena                      | Ligia Lezama                    | Rafael Gómez                      |
| 126 | 1992 | Piel                          | César Miguel Rondón             | José Alcalde                      |
| 127 | 1992 | Divina Obsesión               | José Ignacio Crabujas           | Perla Fárias                      |
| 128 | 1992 | Por amarte tanto              | Vivel Nouel                     | Jose A. Ferrara                   |
| 129 | 1993 | El paseo de la gracia de Dios | Jose Ignacio Crabujas           | Yuri Delgado                      |
| 130 | 1993 | Rosangélica                   | Delia Fiallo                    | Alicia Barríos                    |
| 131 | 1993 | Amor de papel                 | Gabriela Ortigoza               | César Bolívar                     |
| 132 | 1993 | Sirena                        | José Simón Escalona             | José Alcalde                      |
| 133 | 1994 | Pedacito de cielo             | Johnny Gaulovsky                | José Alcalde                      |
| 134 | 1994 | Morena Clara                  | Ligia Lezama                    | Claudio Callao                    |
| 135 | 1994 | María Celeste                 | Valentina Párraga               | Rafael Gómez                      |
| 136 | 1994 | Peligrosa                     | Vivel Nouel                     | Marcos Reyes Rodríguez            |
| 137 | 1994 | Como tú, ninguna              | Alberto Gómez Carlos Romero     | Jose A. Ferrera Arquímedes Rivero |
| 138 | 1995 | Ka Ina                        | César Miguel Rondón             | Rafael Gómez                      |
| 139 | 1995 | Dulce enemiga                 | Valentina Párraga               | Rafael Gómez                      |
| 140 | 1995 | Pecado de amor                | Mariela Rivero                  | Édgard Liendo                     |
| 141 | 1996 | Caribeña                      | -                               | -                                 |
| 142 | 1996 | De sol a sol                  | -                               | -                                 |
| 143 | 1996 | Ella es mi mejor amigo        | -                               | -                                 |
| 144 | 1996 | Entonces, ¿qué?               | -                               | -                                 |
| 145 | 1996 | Lucho X ti                    | -                               | -                                 |
| 146 | 1996 | El perdón de los pecados      | Román Chalbaud                  | Claudio Callao                    |
| 147 | 1996 | Quirpa de tres mujeres        | César Miguel Rondón             | Carlos Izquierdo                  |
| 148 | 1996 | Sol de tentación              | Vivel Nouel                     | Rafael Gómez                      |
| 150 | 1997 | Mega Boy                      | -                               | -                                 |
| 151 | 1997 | Amor mío                      | Isamar Hernández                | Claudio Callao                    |
| 152 | 1997 | Todo por tu amor              | Alberto Gómez                   | Edgard Liendo                     |
| 153 | 1997 | Contra viento y marea         | Leonardo Padrón                 | Leonardo Galavis Carlos Izquierdo |
| 154 | 1997 | A todo corazón                | Laura Viscontti                 | Luis Manzo                        |
| 155 | 1997 | Entre tú y yo                 | -                               | -                                 |
| 156 | 1997 | Destino de mujer              | Mariela Romero                  | César Bolívar Rafaél Goméz        |
| 158 | 1997 | Un sueño de navidad           | -                               | -                                 |
| 159 | 1998 | Así es la vida                | -                               | -                                 |
| 160 | 1998 | Jugando a ganar               | -                               | -                                 |
| 161 | 1998 | Travessuras del corazón       | Luis Llosa                      | Monolo Castillo                   |
| 162 | 1998 | Samantha                      | Vivel Nouel                     | Claudio Callao                    |
| 163 | 1998 | La mujer de mi vida           | Mariela Romero                  | Jose Antonio Ferrara              |
| 164 | 1998 | Enséñame a querer             | Bernardo Romero Pereiro         | Alberto Barerro                   |
| 165 | 1998 | El país de las mujeres        | Leonardo Padrón                 | Carlos Izquierdo                  |
| 166 | 1999 | Deshojo la margarita          | -                               | -                                 |
| 167 | 1999 | El poder de Géminis           | -                               | -                                 |
| 168 | 1999 | Un doble yo                   | -                               | -                                 |
| 169 | 1999 | Mujercitas                    | Laura Visconti                  | César Sierra                      |
| 170 | 1999 | Calypso                       | César Miguel Rondón             | Luis Alberto Lamata               |
| 171 | 1999 | Cuando hay pasión             | Benilde Ávila                   | César Bolívar                     |
| 172 | 1999 | Enamorada                     | Mariela Romero                  | Jose Antonio Ferrara              |
| 173 | 1999 | Girasoles para Lucía          | Elsa Echavarría                 | Aldo Savini                       |
| 174 | 1999 | La calle de los sueños        | César Sierra                    | Luis Manzo                        |
| 175 | 1999 | Toda mujer                    | Pilar Romero                    | Carlos Izquierdo                  |

### Década de 2000
| #   | Ano  | Produção                             | Autoria                                                                              | Direção                                     |
| --- | ---- | ------------------------------------ | ------------------------------------------------------------------------------------ | ------------------------------------------- |
| 176 | 2000 | María Rosa, búscame una esposa       | Alfonso Pareja                                                                       | Aldo Savini Lucho Barrios                   |
| 177 | 2000 | Muñeca de trapo                      | Inés Rodena                                                                          | Grazzio D'Angelo                            |
| 178 | 2000 | Compartiendo el destino              | Carolina Mata                                                                        | Vladimir Perez                              |
| 179 | 2000 | Hechizo de amor                      | Alberto Gómez                                                                        | César Bolívar                               |
| 180 | 2000 | La revanche                          | Mariela Romero                                                                       | Pepe Sánchez                                |
| 181 | 2000 | Vidas prestadas                      | Alfonso Pareja                                                                       | Luis Barrios Aldo Savini                    |
| 182 | 2000 | Amantes de luna llena                | Leonardo Padrón                                                                      | César Bolívar                               |
| 183 | 2001 | Cazando a un millionario             | Annie Van der Dys                                                                    | Toño Vega Aldo Salvini                      |
| 184 | 2001 | Más que amor... frenesí              | Mônica Montañés César Miguel Rondón                                                  | Carlos Izquierdo                            |
| 185 | 2001 | Felina                               | Vivel Nouel                                                                          | Luis Manzo                                  |
| 186 | 2001 | Guerra de mujeres                    | César Miguel Rondón                                                                  | Román Chaudauld                             |
| 187 | 2001 | Secreto de amor                      | Alberto Gómez                                                                        | Alberto Gómez                               |
| 188 | 2001 | Latin lover                          | Alejandra Rodríguez                                                                  | Manolo Castillo                             |
| 189 | 2002 | Mambo y canela                       | Elsa Echeverría                                                                      | Amado Dahesa Carlos Izquierdo               |
| 190 | 2002 | Lejana como el viento                | César Sierra Laura Visconti                                                          | Luis Manzo                                  |
| 191 | 2002 | Gata salvaje                         | Alberto Gómez                                                                        | Yaki Ortega Freddie Trujillo                |
| 192 | 2002 | Las gonzález                         | César Miguel Rondón                                                                  | Román Chaulbaud                             |
| 193 | 2002 | Todo sobre Camila                    | Annie Van der Dys                                                                    | Toño Vega Espejo                            |
| 194 | 2003 | La mujer de Lorenzo                  | Alejandra Rodríguez                                                                  | Pablo Vásquez                               |
| 195 | 2003 | Rebeca                               | Alberto Gómez                                                                        | Yaki Ortega Freddy Trujillo                 |
| 196 | 2003 | Engañada                             | Vivel Nouel                                                                          | César Bolívar                               |
| 197 | 2003 | Cosita rica                          | Leonardo Padrón                                                                      | César Bolívar                               |
| 198 | 2003 | Bésame tonto                         | Luis Llosa                                                                           | Cusi Barríos                                |
| 199 | 2004 | Ángel rebelde                        | Alberto Goméz                                                                        | Yaki Ortega Freddie Trujillo                |
| 200 | 2004 | Amor del bueno                       | Gisela Fabelo Gustavo Colletio                                                       | Gisela Fabelo                               |
| 201 | 2004 | Besos robados                        | Enrique Moncloa                                                                      | Cusi Barrio                                 |
| 202 | 2004 | Sabor a ti                           | Ligia Lezama                                                                         | Carlos Izquierdo                            |
| 203 | 2005 | Nunca te diré adiós                  | Ángel del Cerro                                                                      | Toño Vega Espejo                            |
| 204 | 2005 | El amor los vuelve locas             | Leonardo Padrón                                                                      | César Bolívar                               |
| 205 | 2005 | Soñar no cuesta nada                 | Verónica Suárez                                                                      | Yaki Ortega Omaira Rivero                   |
| 206 | 2005 | Se solicita príncipe azul            | Indira Páez                                                                          | Luis Alberto Lamata                         |
| 207 | 2005 | Con toda el alma                     | Laura Viscontti                                                                      | César Sierra                                |
| 208 | 2006 | Olvidarte jamás                      | Verónica Suárez                                                                      | Yaki Ortega Tito Rojas                      |
| 209 | 2006 | Mi niña amada                        | Rosa Monroy                                                                          | -                                           |
| 210 | 2006 | Los querendones                      | Carlos Pérez                                                                         | Carlos Izquierdo                            |
| 211 | 2006 | Mi vida eres tú                      | Verónica Suárez                                                                      | Yaky Ortega Tito Rojas Maria Eugenia Perera |
| 212 | 2006 | Ciudad bendita                       | Leonardo Padrón                                                                      | César Bolívar                               |
| 213 | 2006 | Voltea pa'que te enamores            | Monica Montañés                                                                      | Claudio Callao                              |
| 214 | 2007 | Mi niña amada, mi otra mitad del sol | Rosa Monroy                                                                          | -                                           |
| 215 | 2007 | Acorralada                           | Alberto Gómez                                                                        | Yaky Ortega Tito Rojas María Eugenia Perera |
| 216 | 2007 | Aunque mal paguen                    | Alberto Barrera Tyszka                                                               | Carlos Izquierdo                            |
| 217 | 2007 | Trópico                              | Luis Llosa                                                                           | Luis Barrios                                |
| 218 | 2007 | Somos tú y yo                        | Norma Jiménez Montealegre Miguel Ángel Medina María Andreína González                | Eduardo Antonio Pérez                       |
| 219 | 2007 | Arroz con leche                      | Dóris Seguí                                                                          | Yuri Delgado                                |
| 220 | 2007 | Isla Paraíso                         | -                                                                                    | -                                           |
| 221 | 2008 | Condesa por amor                     | Pablo Vázquez                                                                        | Caridad Delgado                             |
| 222 | 2008 | Pobre millionaria                    | Vivel Nouel                                                                          | Aldo Salvini                                |
| 223 | 2008 | Robando corazones                    | -                                                                                    | -                                           |
| 224 | 2008 | Te llegué a querer                   | Nelson Bolívar                                                                       | -                                           |
| 225 | 2008 | Amor comprado                        | Verónica Suárez                                                                      | Yaki Ortega                                 |
| 226 | 2008 | Valeria                              | Alberto Gómez                                                                        | Arquiímedes Rivero                          |
| 227 | 2008 | Torrente, un torbelino de pasiónes   | Neida Padilla Benilde Ávila                                                          | Claudio Callao                              |
| 228 | 2008 | ¿Vieja yo?                           | Monica Montañés                                                                      | Carlos Izquierdo                            |
| 229 | 2008 | La vida entera                       | Leonardo Padrón                                                                      | Luis Alberto Lamata                         |
| 230 | 2009 | Amor urbano                          | Manuel Mendoza                                                                       | Ricardo Merchán                             |
| 231 | 2009 | ¡Qué clase de amor!                  | Benjamin Cohen                                                                       | Manuel Díaz Casanova                        |
| 232 | 2009 | Los misterios del amor               | Alberto Barrera Tyszka                                                               | Yuri Delgado                                |
| 233 | 2009 | Pecadora                             | Verónica Suárez                                                                      | Yaki Ortega Tito Rojas María Eugenia Perera |
| 234 | 2009 | Somos tú y yo, un nuevo día          | Norma Jiménez Montealegre Miguel Ángel Medina Naylis Sánchez María Andreína González | Eduardo Antonio Pérez                       |
| 235 | 2009 | Un esposo para Estela                | Camilo Hernández                                                                     | Claudio Callao                              |
| 236 | 2009 | Tomasa Tequiero                      | Dóris Sequí                                                                          | César Bolívar                               |
| 237 | 2009 | Alma indomable                       | Alberto Gómez                                                                        | Yaky Ortega Tito Rojas María Eugenia Perera |

### Década de 2010
| #   | Ano  | Produção                  | Autoria              | Direção                                      |
| --- | ---- | ------------------------- | -------------------- | -------------------------------------------- |
| 238 | 2010 | Mágica                    | -                    | -                                            |
| 239 | 2010 | Amor urbano               | Manuel Mendoza       | Oscar Rivas Ricardo Merchán Amado Dahesa     |
| 240 | 2010 | Harina de otro costal     | Mónica Mondañés      | Carlos Izquierdo                             |
| 241 | 2010 | Salvador de mujeres       | Marcela Citterio     | Alejandra Gallegos                           |
| 242 | 2010 | La mujer perfecta         | Leonardo Padrón      | César Bolívar                                |
| 243 | 2010 | Eva Luna                  | Leonardo Padrón      | Tito Rojas                                   |
| 244 | 2010 | NPS: no puede ser         | Rock Díaz            | Eduardo Antonio Peréz                        |
| 245 | 2011 | Corazones extremos        | Carmelo Castro       | Rául Garcia                                  |
| 246 | 2011 | La viuda joven            | Martín Hahn          | Yuri Delgado                                 |
| 247 | 2011 | Sacrificio de mujer       | Carlos Pérez         | Tito Rojas Yaky Ortega María Eudgenia Perara |
| 248 | 2011 | Natalia del mar           | Alberto Gómez        | Carlos Izquierdo                             |
| 249 | 2011 | El árbol de Gabriel       | Alberto Gómez Tyszka | Luis Alberto Lamata                          |
| 250 | 2012 | El talismán               | Verónica Suárez      | Carlos Pérez Santos Otto Rodríguez           |
| 251 | 2012 | Corazón apasionado        | Alberto Gómez        | Carlos Pérez Santos                          |
| 252 | 2012 | Válgame Dios              | Mónica Montañés      | Jose Alcalde Luis Padilla                    |
| 253 | 2012 | Mi ex me tiene ganas      | Martín Hanh          | Yuri Delgado                                 |
| 254 | 2012 | Si me miran tus ojos      | Rodolfo Boyadijan    | Luis Manzo                                   |
| 255 | 2013 | Ponte de pie              | -                    | -                                            |
| 256 | 2013 | Todas quieren con Marcos  | -                    | -                                            |
| 257 | 2013 | Rosario                   | Alex Hadad           | Carlos Pérez Santos                          |
| 258 | 2013 | De todas maneras Rosa     | Carlos Pérez         | Yuri Delgado                                 |
| 259 | 2014 | Cosita linda              | Nora Castillo        | Carlos Pérez Santos                          |
| 260 | 2014 | Corazón esmeralda         | Vivel Nouel          | Jose Luis Zuleta                             |
| 261 | 2014 | Demente criminal          | Ibéyise Pacheco      | Otto Rodríguez                               |
| 262 | 2014 | Los secretos de Lúcia     | Jörg Hiller          | Carlos Izquierdo                             |
| 263 | 2014 | Voltea pa'que te enamores | Nora Sachéz-Alemán   | Carlos Pérez Herrera                         |
| 264 | 2015 | Amor secreto              | Alicia Barríos       | Carlos Izquerdo                              |
| 265 | 2016 | Ruta 35                   | Andrés López         | Santiago Viteri                              |
| 266 | 2016 | Entre tu amor y mi amor   | Carlos Pérez         | Yuri Delgado                                 |
| 267 | 2017 | Para verte mejor          | Mónica Montañés      | Yuri Delgado                                 |
| 268 | 2019 | Carolay                   | Oduver Cubillan      | Oduver Cubilan                               |

### Década de 2020
| #   | Ano  | Produção   | Autoria                                     | Direção       |
| --- | ---- | ---------- | ------------------------------------------- | ------------- |
| 269 | 2023 | Dramáticas | Daniel Ferrer Cubillán Daniel Alfonso Rojas | César Manzano |